# Seznam premiérů Libanonu

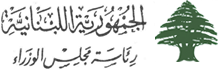
Znak úřadu premiéra Libanonu

Toto je seznam premiérů Libanonu (prezidenta rady ministrů) od ustavení tohoto úřadu v roce 1926.
I když to není výslovně uvedeno v ústavě, známé jako Národní pakt, z roku 1943, bylo dohodnuto, že předsedou vlády pro všechna další volební období bude sunnitský muslim. Nicméně někteří předsedové vlád v minulosti byli křesťané.

## 1926–1943(Francouzský mandát Sýrie a Libanonu)
- Auguste Adib Pacha: 31. květen 1926 – 5. květen 1927
- Béchara Khoury: 5. květen 1927 – 10. srpen 1928
- Habib Pacha El-Saad: 10. srpen 1928 – 9. květen 1929
- Béchara Khoury: 9. květen – 11. říjen 1929
- Émile Eddé: 11. říjen 1929 – 25. březen 1930
- Auguste Adib Pacha: 25. březen 1930 – 9. březen 1932
- Charles Debbas: 9. březen 1932 – 29. leden 1934
- Abdallah Beyhum: 29. leden 1934 – 30. leden 1936
- Ayoub Thabit: 30. leden 1936 – 5. leden 1937
- Khayreddine Ahdab: 5. leden 1937 – 18. březen 1938
- Chálid Šiháb: 18. březen – 24. říjen 1938
- Abdallah Yafi: 24. říjen 1938 – 21. září 1939
- Abdallah Beyhum: 21. září 1939 – 4. duben 1941
- Alfred Georges Naccache: 7. duben – 26. listopad 1941
- Ahmad Daouk: 1. prosinec 1941 – 26. červen 1942
- Sami Solh: 26. červen 1942 – 22. březen 1943
- Ayoub Thabit: 22. březen – 21. červen 1943
- Petro Trad: 1. srpen – 25. září 1943

## 1943–
- Riad Solh: 25. září 1943 – 10. leden 1945
- Abdul Hamíd Karámí: 10. leden – 20. srpen 1945
- Sami Solh: 23. srpen 1945 – 22. květen 1946
- Saadi Mounla: 22. květen – 14. prosinec 1946
- Riad Solh: 14. prosinec 1946 – 14. únor 1951
- Hussein Oweini: 14. únor – 7. duben 1951
- Abdallah Yafi: 7. duben 1951 – 11. únor 1952
- Sami Solh: 11. únor – 9. září 1952
- Nazem Akkari: 10. září – 14. září 1952
- Saeb Salam: 14. září – 18. září 1952
- Abdallah Yafi: 24. září – 30. září 1952
- Chálid Šiháb: 1. říjen 1952 – 1. květen 1953
- Saeb Salam: 1. květen – 16. srpen 1953
- Abdallah Yafi: 16. srpen 1953 – 16. září 1954
- Sami Solh: 16. září 1954 – 19. září 1955
- Rašíd Karámí: 19. září 1955 – 20. březen 1956
- Abdallah Yafi: 20. březen – 18. listopad 1956
- Sami Solh: 18. listopad 1956 – 20. září 1958
- Khalil Hibri: 20. září – 24. září 1958
- Rašíd Karámí: 24. září 1958 – 14. květen 1960
- Ahmad Daouk: 14. květen – 1. srpen 1960
- Saeb Salam: 2. srpen 1960 – 31. říjen 1961
- Rašíd Karámí: 31. říjen 1961 – 20. únor 1964
- Hussein Oweini: 20. únor 1964 – 25. červen 1965
- Rašíd Karámí: 25. červen 1965 – 9. duben 1966
- Abdallah Yafi: 9. duben – 2. prosinec 1966
- Rašíd Karámí: 7. prosinec 1966 – 8. únor 1968
- Abdallah Yafi: 8. únor 1968 – 15. leden 1969
- Rašíd Karámí: 15. leden 1969 – 13. říjen 1970
- Saeb Salam: 13. říjen 1970 – 25. duben 1973
- Amin Hafez: 25. duben – 21. červen 1973
- Takieddine Solh: 21. červen 1973 – 31. říjen 1974
- Rašíd Solh: 31. říjen 1974 – 24. květen 1975
- Nureddin Rifai: 24. květen – 30. červen 1975
- Rašíd Karámí: 1. červen 1975 – 8. prosinec 1976
- Selim Hoss: 8. prosinec 1976 – 20. červen 1980
- Takieddine Solh: 20. červen – 25. říjen 1980
- Shafik Wazzan: 25. říjen 1980 – 30. duben 1984
- Rašíd Karámí: 30. duben 1984 – 1. červen 1987
- Selim Hoss: 1. červen 1987 – 24. prosinec 1990
- Michel Aoun : 22. září 1988 – 13. říjen 1990
- Omar Karámí: 24. prosinec 1990 – 13. květen 1992
- Rašíd Solh: 13. květen – 31. říjen 1992
- Rafík Harírí: 31. říjen 1992 – 2. prosinec 1998
- Selim Hoss : 2. prosinec 1998 – 23. říjen 2000
- Rafík Harírí: 23. říjen 2000 – 21. říjen 2004
- Omar Karámí: 21. říjen 2004 – 15. duben 2005
- Nadžíb Míkátí: 15. duben 2005 – 30. červen 2005
- Fuád Siniora: 30. červen 2005 – 9. listopad 2009
- Saad Harírí: 9. listopad 2009 – 25. leden 2011
- Nadžíb Míkátí: 25. leden 2011 – 15. únor 2014
- Tammám Salám: 15. únor 2014 – 18. prosinec 2016
- Saad Harírí: 18. prosinec 2016 – 21. leden 2020
- Hasan Dijáb: 21. leden 2020 – 10. září 2021
- Nadžíb Míkátí: 10. září 2021 – 8. února 2025
- Naváf Salám: 8. února 2025 –  v úřadu